# Brachygastra baccalaurea
Brachygastra baccalaurea är en getingart som beskrevs av Ihering 1903. Brachygastra baccalaurea ingår i släktet Brachygastra och familjen getingar. Inga underarter finns listade.